# Макс Юттнер
Макс Пауль Вільгельм Вернер Юттнер (нім. Max Paul Wilhelm Werner Jüttner; 11 січня 1888, Заальфельд — 14 серпня 1963, Мюнхен) — партійний діяч НСДАП, обергруппенфюрер СА, начальник штабу СА (2 травня — серпень 1943).

## Біографія
Учасник Першої світової війни. У 1919 році вступив в Добровольчий корпус, потім перейшов в «Сталевий шолом». З 1923 року — керівник загонів «Сталевого шолома» в Галле. З 1933 року — заступник керівника «Сталевого шолома» в Центральній Німеччині. Після поглинання «Сталевого шолома» СА переведений в листопаді 1933 року у Вищий штаб СА і призначений командиром 4-ї обергрупи СА. З 12 листопада 1933 року — депутат Рейхстагу від Галле-Мерзебургу. У 1934-45 роках очолював Головне оперативне управління СА. В 1939 році одночасно став заступником начальника штабу СА. Фактично був безпосереднім керівником всієї поточної неполітичної діяльності СА при Вікторі Лютце і Вільгельмові Шепмані.

## Нагороди
Юттнер отримав численні нагороди, серед яких:
- Залізний хрест 2-го і 1-го класу
- Нагрудний знак «За поранення» в сріблі
- Почесний хрест ветерана війни з мечами
- Почесна пов'язка СА
- Почесний кинджал СА
- Золотий партійний знак НСДАП
- Медаль «За вислугу років у НСДАП» в бронзі та сріблі (15 років)